# Fotische zone

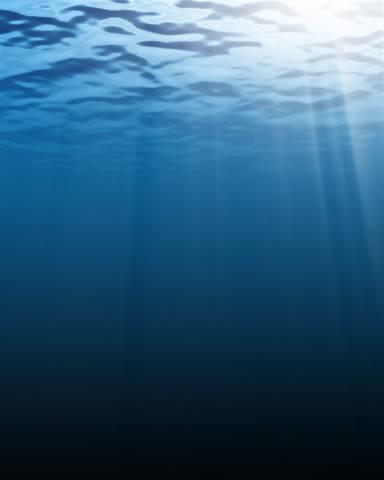
Licht dringt in water door.

De fotische zone (ook wel eufotische zone of epipelagische zone) is de bovenste zone van de waterkolom in een meer of oceaan, waar genoeg zonlicht doordringt voor fotosynthese. De diepte van de fotische zone kan heel erg verschillen door seizoensgebonden vertroebeling van het water. Het woord eufotisch is afgeleid van het Oudgrieks voor goed verlicht: εὖ: goed, uitgebreid en φῶς: licht.
De fotische zone wordt geacht op te houden op een diepte waar de lichtintensiteit nog slechts 1% van de waarde aan het wateroppervlak is. Deze diepte wordt wel de eufotische diepte genoemd en is afhankelijk van de hoeveelheid lichtdemping in de waterkolom. De eufotische diepte kan variëren van slechts een paar cm diepte in troebele eutrofe meren tot rond 200 m diepte in open oceaanwater.
Op diep onder water gelegen hydrothermale bronnen bij mid-oceanische ruggen na, is de fotische zone de enige plek in het water waar primaire productie van organisch materiaal plaatsvindt. De eufotische diepte is meestal afhankelijk van de primaire productie in een bepaald oppervlaktewater. De eufotische diepte wordt bepaald door de lichtdoorlaatbaarheid van het water te meten. Dit kan onder andere op zeer eenvoudige wijze met een secchischijf.